# 館山日東バス
館山日東バス株式会社（たてやまにっとうバス）は、かつて千葉県館山市に本社を置き、一般路線バス、高速バス、貸切バスを運行していたバス事業者である。主に館山市周辺および南房総市・鴨川市以南を担当していた。1994年に日東交通から館山営業所を分社化し、地域子会社として設立された。
2020年10月1日、鴨川日東バスと共に日東交通へ吸収合併された。

## 沿革
- 1994年（平成6年）
  - 4月25日 - 館山日東バスを設立。
  - 10月1日 - 日東交通から館山営業所を分社化して営業開始。
- 1998年（平成10年）12月5日 - 日東交通グループ共同で環境定期券制度を導入する。
- 2002年（平成14年）6月1日 - 定期観光バス「南房号」（JRバス関東と共同運行）を廃止。
- 2011年（平成23年）7月1日 - 日東交通グループ共同でノーカー・サポート優待証制度を導入する[4]。
- 2014年（平成26年）4月1日 - 消費税率引き上げに伴い運賃を改定。
- 2020年（令和2年）10月1日 - 鴨川日東バスと共に日東交通に吸収合併[5]。

## 現行路線
2020年10月1日付で日東交通に吸収合併された時点での担当路線。

### 高速バス

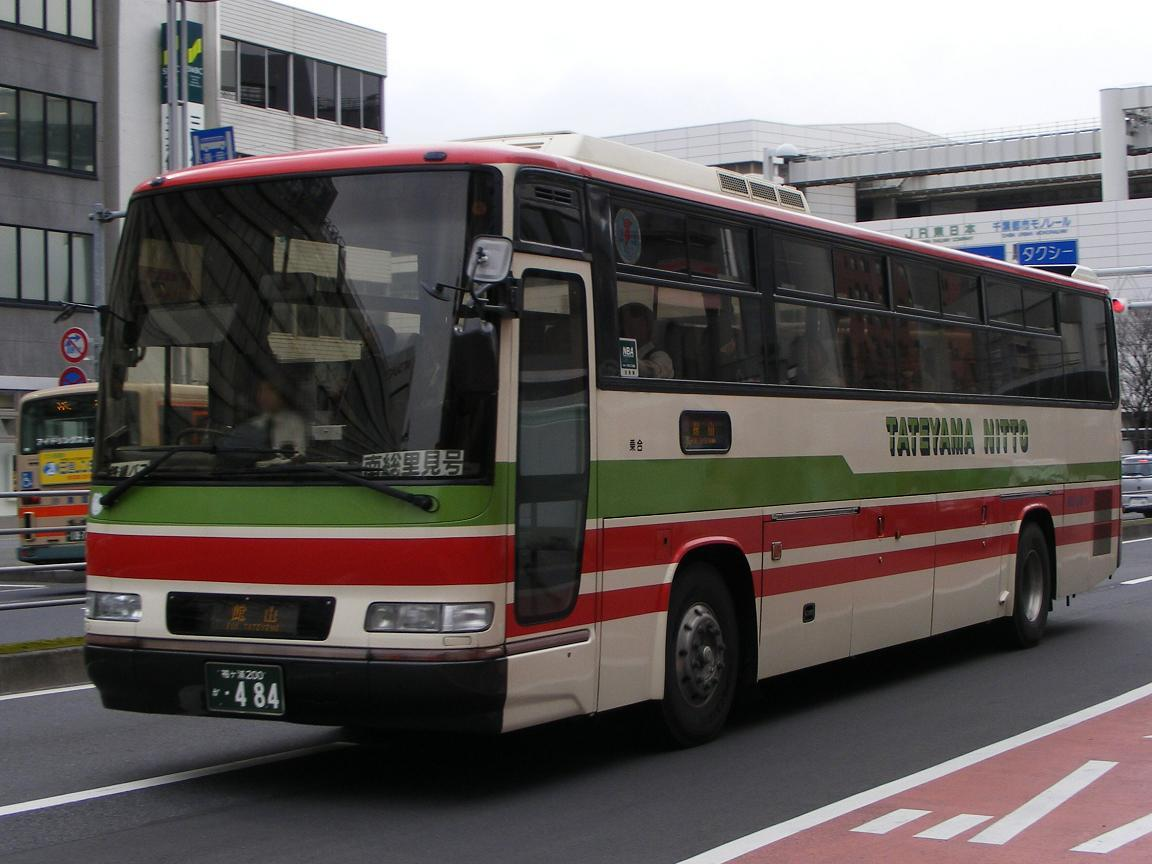
「南総里見号」
JR千葉駅前にて

高速バス事業への参入は、日東交通および、その地域子会社であった鴨川日東バスと天羽日東バスに次いで4社目で、グループ内で最後発となった。

### 白浜・館山 - 千葉線「南総里見号」
- 安房白浜駅 - 館山駅前 - 千葉駅 - 千葉みなと駅

千葉県南房総市と同県千葉市を結ぶ高速バス路線。日東交通・ちばシティバスと共同運行。愛称は一般公募により制定され、曲亭馬琴『南総里見八犬伝に由来する。
全便先着順の座席定員制のため、予約は不要だが満席時は乗車できない。特に白浜・館山発の朝の便と千葉発の夕方の便は日によって補助席まで埋まることもある。運賃は千葉方面は乗車時（同時に目的地を申告）、館山・白浜方面は降車時に現金または専用回数券で支払う。
2006年（平成18年）7月21日から翌2007年（平成19年）7月20日まで、京成線1日乗車券と「南総里見号」1往復分が付いた特別企画乗車券「南房総館山・白浜ぶらりパス」を発売していた。発売額は3,000円で、有効期限内は乗車当日に限って京成線は何回でも、「南総里見号」運行路線内は往復1回乗車できた。ただし京成線に乗車後（ぶらりパス裏面に利用日を印字）でないと「南総里見号」には乗車できなかった。
2017年（平成29年）11月のダイヤ改正より、PASMO・Suicaによるバス利用特典サービス（バス特）が適用されるようになった。
車両は原則として、化粧室付きハイデッカー4列シート車を使用する。過去に車両運用の都合でトイレ無し車両が使用された際には市原SAにてトイレ休憩が設けられていたが、その後は予備車を含めて全車トイレ付き車両で運行されていた。
運行回数
- 安房白浜駅 - 千葉みなと駅：上り6便、下り6便（安房白浜駅発着便は館山駅前経由）
- 館山駅前 - 千葉みなと駅：上り17便、下り17便

路線沿革
- 2006年（平成18年）
  - 2月10日 - 白浜野島崎 - 千葉中央駅・千葉みなと駅間で運行開始。1日16往復。
  - 7月1日 - 専用回数券の発売開始。
  - 9月16日 - 蘇我駅への乗り入れ開始。乗り場は駅前バスターミナルではなく、千葉地方検察庁南町分室前の専用停留所。
  - 11月 - 高速バスロケーションシステムのサービス開始。
- 2007年（平成19年）
  - 4月21日 - 木更津羽鳥野バスストップに停車開始。
  - 7月5日 - 館山自動車道全通に伴い運行経路変更（所要時間短縮）。
- 2008年（平成20年）
  - 4月21日 -  木更津羽鳥野バスストップ始発便新設（0.5往復・平日のみ臨時扱い）。
  - 12月1日 - 20往復に増便。
- 2009年（平成21年）3月26日 - 京成バス運行便のみPASMO・Suica導入。
- 2011年（平成23年）1月30日 - 発車時刻等の見直しを実施する。
- 2012年（平成24年）12月16日 - 22往復に増便。
- 2014年（平成26年）
  - 4月1日 - 通勤定期券の発売開始[6]。
  - 7月23日 - 京成バス担当便をちばシティバスへ移管[7] 。
- 2016年 （平成28年）3月19日 - 館山日東バス運行便にPASMO・Suicaを導入[8] 。
- 2017年（平成29年）11月18日 - 発車時刻等の見直しを実施する。併せて、白浜側の発着地が安房白浜駅に変更、千葉側の発着地が千葉みなと駅に集約される[9]。
- 2018年（平成30年）2月25日 - 23往復に増便。
- 2019年（令和元年）10月1日 - 同日から供用開始となる富津浅間山バスストップに停車開始[10]。

### 一般路線
モータリゼーションの進展などにより乗客離れに歯止めがかからず、国や千葉県、沿線自治体からの補助金で赤字分を補填しながら運行継続していた。2011年（平成23年）2月には同社と館山市の連名で沿線住民に対し、路線バスの利用を呼びかける文書の回覧を実施した。

#### 市内線

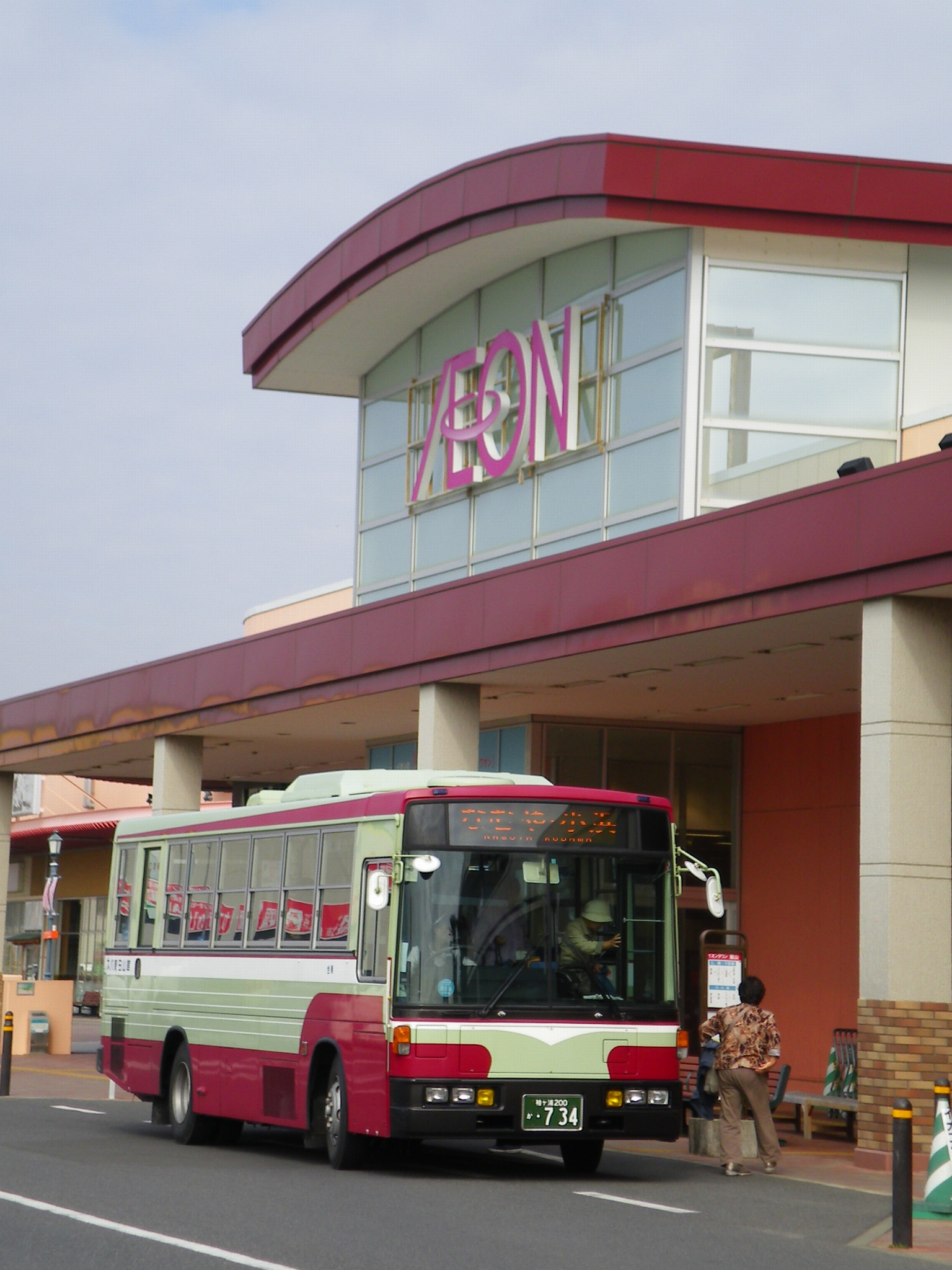
市内線
イオンタウン館山にて

- 館山航空隊 - 下町 - 館山駅（ - イオンタウン館山） - 那古 - 船形駅前 - とみうら枇杷倶楽部 - 富浦駅前 - なむや（南無谷） - 小浜

館山日東バスの幹線路線で、運行区間の多くは国道127号とその旧道である県道302号館山富浦線を経由する。かつては日中は平日20 - 40分間隔、休日1時間間隔の運行と、並行するJR内房線より若干本数が多かったが、減便により終日ほぼ1時間に1本の運行となった。
区間便は少なく、早朝のなむや行き1本が館山駅始発であるのを除き、館山航空隊から通し運行する。また日中便に限りイオンタウン館山へ乗り入れるが、途中で海岸沿いの道路を経由する関係上、渋滞の発生しやすい年末年始やゴールデンウィークなどの期間は乗り入れない。
2009年（平成21年）10月からは、南無谷にて南房総市営バスと連絡するようになり、小浜 - 東京湾フェリー間の廃止以来続いていた断線状態が解消された。
日東交通による運行再開時は、京浜急行電鉄・東京汽船（現：東京湾フェリー）と共に3社連絡ルート（京急品川 - 館山間）を形成し、主に神奈川県横須賀市とフェリーを介して館山市の自衛隊各基地を往来する自衛隊関係者を輸送する役割を担っていた。また1965年（昭和40年）から1970年（昭和45年）頃の全盛期には、6時台から20時台まで約30分間隔で運行されていた。
路線沿革
- 1913年 （大正2年）9月 - 万歳館が安房北条（現在の館山） - 湊間の運行を開始する。
- 1923年 （大正12年）7月17日 - 房州自動車が安房北条 - 那古 - 野房間の運行を開始する。
- 1928年 （昭和3年）8月8日 - 安房合同自動車が野房 - 岩井 - 勝山 - 保田間（富浦 - 岩井 - 勝山 - 鋸山山麓間の説もある）の運行を開始する。
- 1967年 （昭和42年）12月 - ワンマン運行に移行する。
- 1989年 （平成元年）10月頃 - 小浜折返し系統を新設する。
- 2003年 （平成15年）10月1日 - 小浜 - 東京湾フェリー間を廃止する。同時に路線名を金谷線から市内線へと変更する。
- 2006年（平成18年）1月16日 - とみうら枇杷倶楽部 への乗り入れを開始する。
- 2007年（平成19年）10月1日 - ロックシティ館山（現：イオンタウン館山）への乗り入れを開始する（一部便のみ）。
- 2015年（平成27年）10月 - 収支改善のための減便により、運行間隔がほぼ1時間おきになる。

#### 館山 - 鴨川線
- 館山駅 - 南総文化ホール前 - 安房地域医療センター - 九重駅入口 - 大井火の見前 - 古川 - 和田浦駅入口 - お花畑 - 江見駅入口 - 鴨川駅東口 - 鴨川シーワールド - 亀田病院

房総半島南部（安房地域）の2大都市を結ぶ、鴨川日東バスとの共同運行路線。運行区間の大半は国道128号を介する。
一時期は利用客の減少により、分社化直前の1994年（平成6年）に通し運行を廃止した経緯がある。その後、2005年（平成17年）に通し運行再開への布石となる急行系統「館山駅 - 鴨川駅西口 - 亀田病院」間の運行を開始、運行開始当初は病院休診日は運休であった。2007年から館山駅 - 鴨川駅 - 亀田病院の直通路線として復活した。主に館山・南房総地区から亀田病院へ通院する患者の移動手段として運行されるため、平日日中は比較的利用客が多い。また利便性を図るため、往復割引乗車券（1,300円）を本社窓口や車内などで発売する。
路線沿革
- 1918年（大正7年）1月 - 万歳館が安房北条 - 鴨川間の運行を開始する（4往復）。
- 1925年（大正14年） - 安房北条 - 鴨川間が廃止。
- 1927年（昭和2年） - 本橋伊助が安房北条 - 南三原間の運行を開始する。
- 1952年（昭和27年）1月 - 日東交通が館山 - 鴨川間として運行を再開する。
- 1994年（平成6年）3月16日 - 館山駅 - 鴨川駅間の通し運行を廃止、お花畑止まりとなる。同時に線名を（旧）鴨川 - 館山線から和田線へと変更する。
- 2000年（平成12年）6月1日 - 安房医師会病院（現：安房地域医療センター）への乗り入れを開始する。
- 2005年（平成17年）12月1日 - 急行路線の運行を開始する（2往復）。
- 2007年（平成19年）10月1日 - 鴨川日東バスの鴨川市内線（お花畑 - 鴨川駅 - 天津駅）と系統統合、館山駅 - 鴨川駅 - 亀田病院の直通路線となる。同時に路線名を和田線から（新）館山 - 鴨川線へと変更する（うち急行系統は1往復に減便）。
- 2014年（平成26年）10月1日 - 急行系統を廃止。

#### 白浜 - 千倉 - 館山線

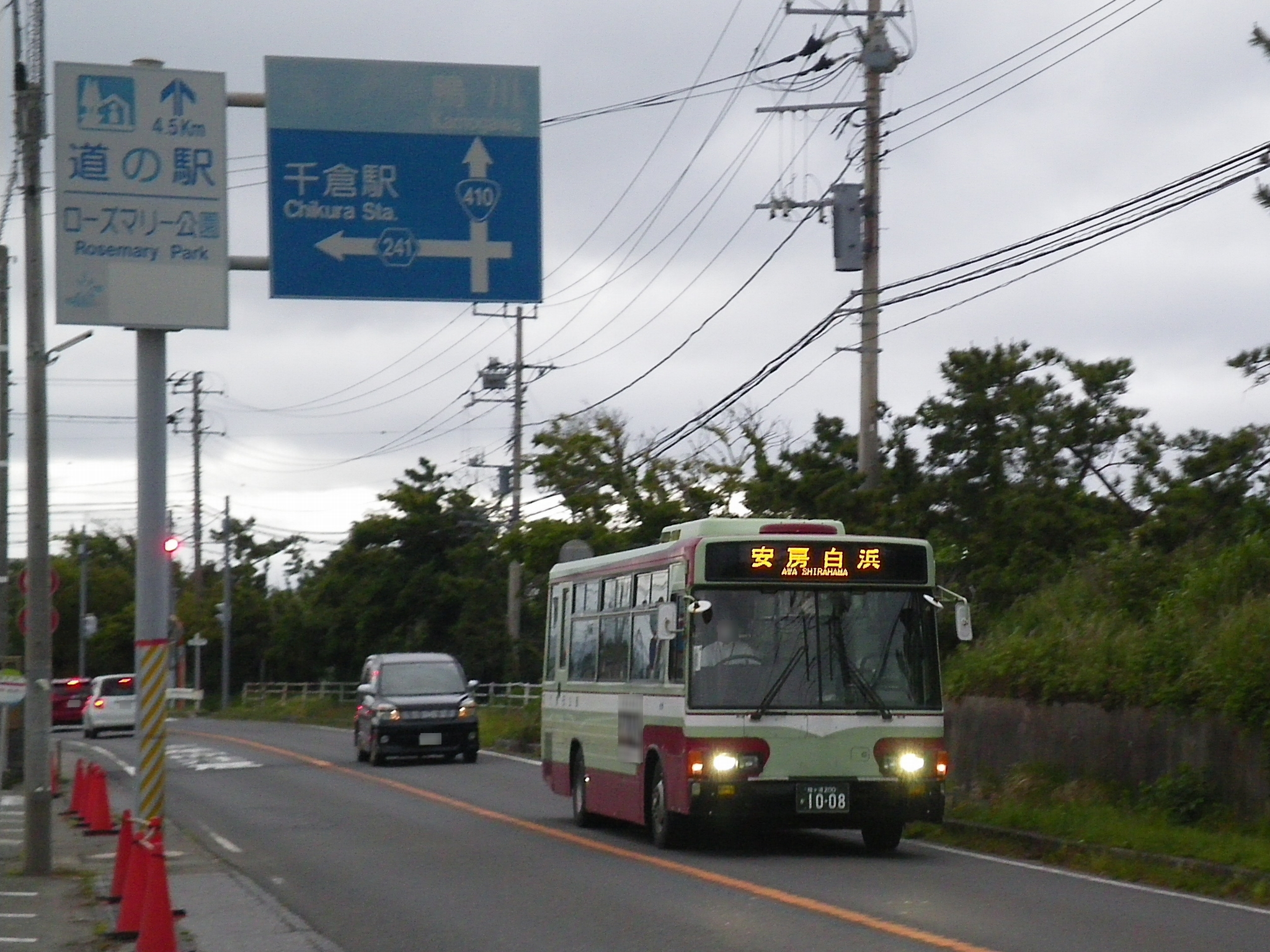
白浜 - 千倉 - 館山線
南房総市千倉町にて

- 館山駅 - 南総文化ホール前 - 安房地域医療センター - 九重駅前通り - 安東 - 千倉駅 - 寺庭 - 平館車庫 - 安房平磯 - 白間津 - 乙浜 - 安房白浜
- 館山駅 - 南総文化ホール前 - 安房地域医療センター - 九重駅前通り - 安東 - 千倉駅 - ゆらり - 平館車庫 - 安房平磯 - 白間津 - 乙浜 - 安房白浜

安房白浜と国道410号線を介して千倉駅を結ぶ白浜 - 千倉線と、館山駅と南房総市（旧千倉町中部）を結ぶ千倉線を、2019年（平成31年）3月に統合して運行開始。
前者は元はJRバス関東が運行していた路線だが、2005年（平成17年）の同社の路線再編に伴い、 白浜 - 亀田線（廃止）、豊房経由白浜線と共に路線を譲受し、実質的に国鉄バスから路線を買い戻した形となった。移管後は利用客が少ないことなどから不採算路線となり、一時は白浜 - 亀田線と共に廃止対象となったものの、南房総市から補助を受けることになり廃止を回避した経緯がある。一方で後者は館山駅 - 千倉駅間はJR内房線と並行している。
路線沿革
- 1922年（大正11年） - ＜白浜 - 千倉線＞安房自動車が白浜 - 千倉間の運行を開始する。
- 1929年（昭和4年） - ＜千倉線＞本橋伊助が安房北条 - 南三原間の支線として九重 - 牧田間の運行を開始する。
- 1933年（昭和8年）1月20日 - ＜白浜 - 千倉線＞省営自動車が館山 - 白浜 - 千倉間の運行を開始する。同時に安房合同自動車が運行する白浜 - 千倉間を休止（翌年5月2日に廃止）。
- 2000年（平成12年）6月1日 - ＜千倉線＞安房医師会病院（現：安房地域医療センター）への乗り入れを開始する。
- 2005年（平成17年）4月1日 - ＜白浜 - 千倉線＞JRバス関東より移管。
- 2009年（平成21年）10月1日 - ＜白浜 - 千倉線＞ゆらり（南房総市ちくら介護予防センター）への乗り入れを開始する（当初は金曜日・年末年始を除く一部便のみ）。
- 2019年（平成31年）3月16日 - 千倉線と白浜 - 千倉線の統合に伴い、路線名を白浜 - 千倉 - 館山線へと変更する。併せて、商業施設の密集する海岸地域経由便を新設する[14]。

### コミュニティ路線
かつて運行していた一般路線バスの廃止代替バス（21条バス）に端を発する。運行形態は主に、自社で車両を保有する場合と、自治体が用意した自家用バス（白ナンバー）を使用し運転管理を受託する場合の2種類が存在する。

#### 丸線
- 館山駅（ - イオンタウン館山） - 那古宿 - 亀ヶ原 - 三芳病院前 - 山名 - 丸農協前 - 川谷 - 細田

館山駅と南房総市（旧：三芳村南東部・旧：丸山町北西部）を結ぶ路線である。日中の便に限り、イオンタウン館山へ乗り入れる。
1991年（平成3年）の代替路線移行時に、当時の日東交通としては初めて「イラストバス」を走らせた。車体の地色を水色に塗装し、沿線自治体の代表的な名所・名物が手描きで描かれていた（廃車済）。先代のデザインにならい、のちに導入された専用車両にも沿線自治体で生産される代表的な果物が描かれる。
路線沿革
- 1926年（大正15年） - 安房自動車が那古船形 - 那古 - 横峯（岩崎橋） - 稲都 - 丸・石堂間（稲都線）の運行を開始する。
- 1934年（昭和9年） - 渡辺定治が船形 - 石堂間の運行を開始する。
- 1943年（昭和18年） - 船形 - 石堂間が休止（燃料不足に伴う）。
- 1950年（昭和25年）7月 - 日東交通が館山 - 那古 - 稲都 - 丸・川谷間として運行を再開する。
- 1954年（昭和29年）12月 - 丸・大井まで路線を延長する。
- 1956年（昭和31年）5月1日 - 山名への乗り入れを開始する。
- 1966年（昭和41年）4月 - 細田まで路線を延長する。
- 1976年（昭和51年） - 第2種生活路線に指定され、国・県・自治体補助での運行となる[15]。
- 1985年（昭和60年）10月1日 - 自由乗降（三芳局前 - 細田間）を開始する。
- 1991年（平成3年）10月1日 - 代替路線に移行する。同時にメロディバスを導入する（現在は終了）。
- 2007年（平成19年）5月28日 - ロックシティ館山（現：イオンタウン館山）への乗り入れを開始する（一部便のみ）。
- 2008年（平成20年）9月1日 - 山名系統が川谷系統に統合される。

#### 平群線

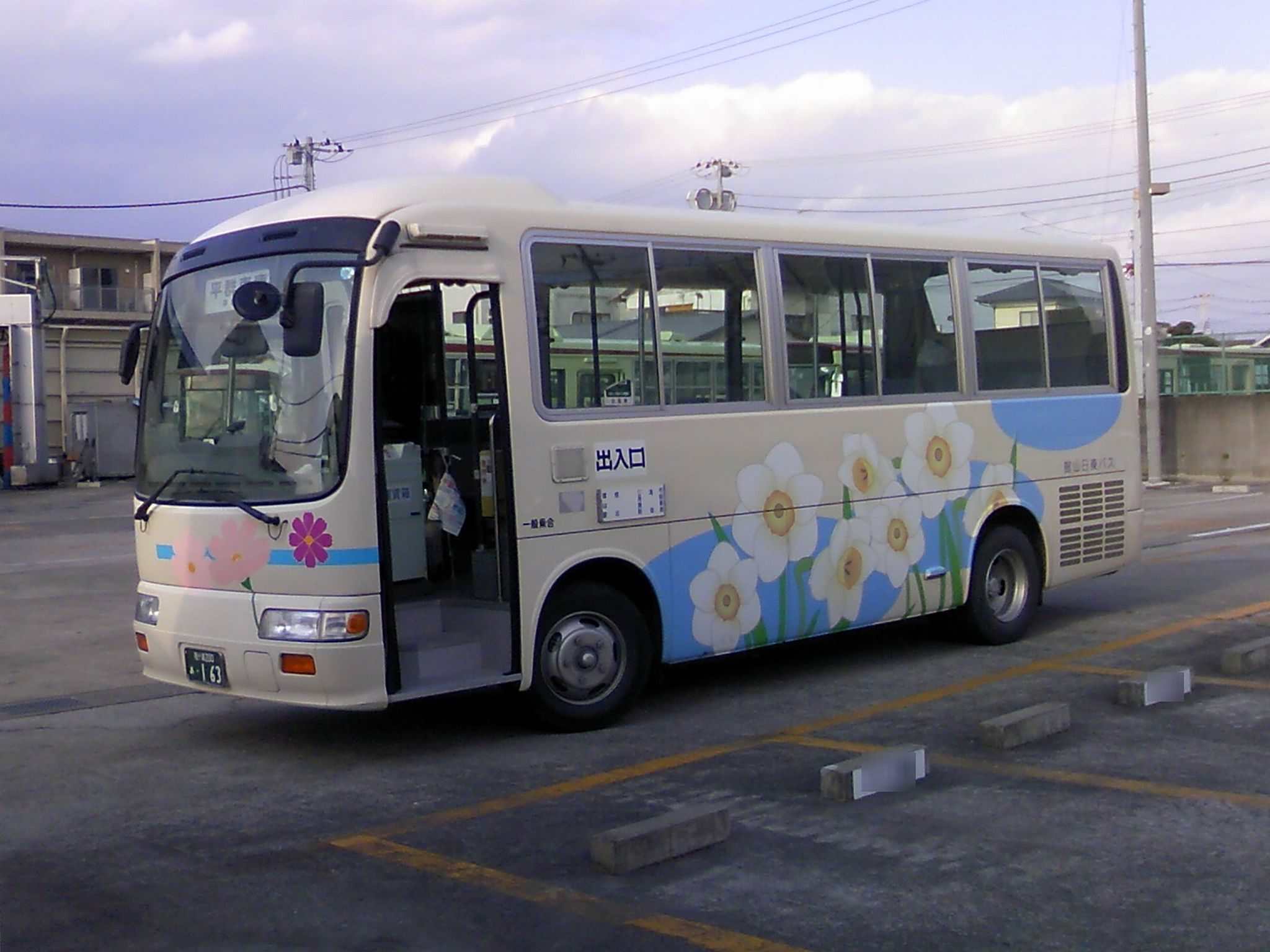
平群線専用車の「イラストバス」

- 館山駅（ - イオンタウン館山） - 那古宿 - 亀ヶ原 - 三芳病院前 - 滝田郵便局 - 不寝見川 - 平群車庫

館山駅と南房総市（旧：三芳村北部、旧：富山町東部）を結ぶ路線である。日中便に限りイオンタウン館山へ乗り入れる。車両は沿線自治体を代表する花々が描かれた「イラストバス」が就役する。
2008年（平成20年）8月まで運行されていた府中台経由便（1往復のみ）は、館山市と南房総市（旧：三芳村）との市境で車両の離合が困難な狭隘区間を走行していた。
路線沿革
- 1926年（大正15年） - 安房自動車が安房北条 - 府中 - 横峯（岩崎橋） - 滝田 - 平群天神宮間の運行を開始する。
- 1952年（昭和27年）7月14日 - 日東交通が館山 - 横峯 - 不寝見川 - 平群 - 金束間として運行を再開する。
- 1956年（昭和31年）12月22日 - 運行経路の変更により、横峯 - 土沢間が三芳村役場経由となる。
- 1959年（昭和34年）1月1日 - 天神郷 - 瀬波戸間を延長する。
- 1961年（昭和36年）7月10日 - 荒川峠まで路線を延長する。
- 1969年（昭和44年）5月1日 - 大畑への乗り入れを開始する。
- 1985年（昭和60年）10月1日 - 自由乗降（三芳局前 - 荒川間）を開始する。
- 1989年（平成元年）10月1日 - 代替路線に移行する。
- 1997年（平成9年）10月1日 - 平群車庫 - 荒川間を廃止（現在、同区間は南房総市営（旧富山町営）バスが代替運行）。
- 2007年（平成19年）5月28日 - ロックシティ館山（現：イオンタウン館山）への乗り入れを開始する（一部便のみ）。
- 2008年（平成20年）9月1日 - 府中台経由便を廃止する。

#### 豊房経由白浜線
- 館山駅 - 下真倉 - 豊房 - 安房中山 - 下神余 - 長尾橋 - 野島崎灯台口 - 安房白浜

館山駅と県道86号線を介して安房白浜を結ぶ路線。他社も含めて、館山と白浜を結ぶ既存路線の中では最短ルートとなっている。
路線沿革
- 2005年（平成17年）4月1日 - JRバス関東より移管。
- 2010年度（平成22年度） - 代替路線に移行する[16]。

#### 南房総市混乗バス・北三原線
- 嶺南学園 - 南三原駅 - 福祉センター - 唐ヶ作 - 北三原 - 上三原

南房総市から委託を受け、旧北三原線の代替として運行する路線。従来運行されていた北三原線は、既存のスクールバスと一部区間が重複していたため、嶺南学園（南房総市立嶺南小学校・南房総市立嶺南中学校）の通学生徒と一般客が同乗するスクールバス混乗路線として再編された。
路線沿革
- 2008年（平成20年）9月1日 - 運行を開始する。
- 2019年（平成31年）4月1日 - 南三原駅 - 嶺南学園間を延長する[17]。

#### 鋸南町営循環バス

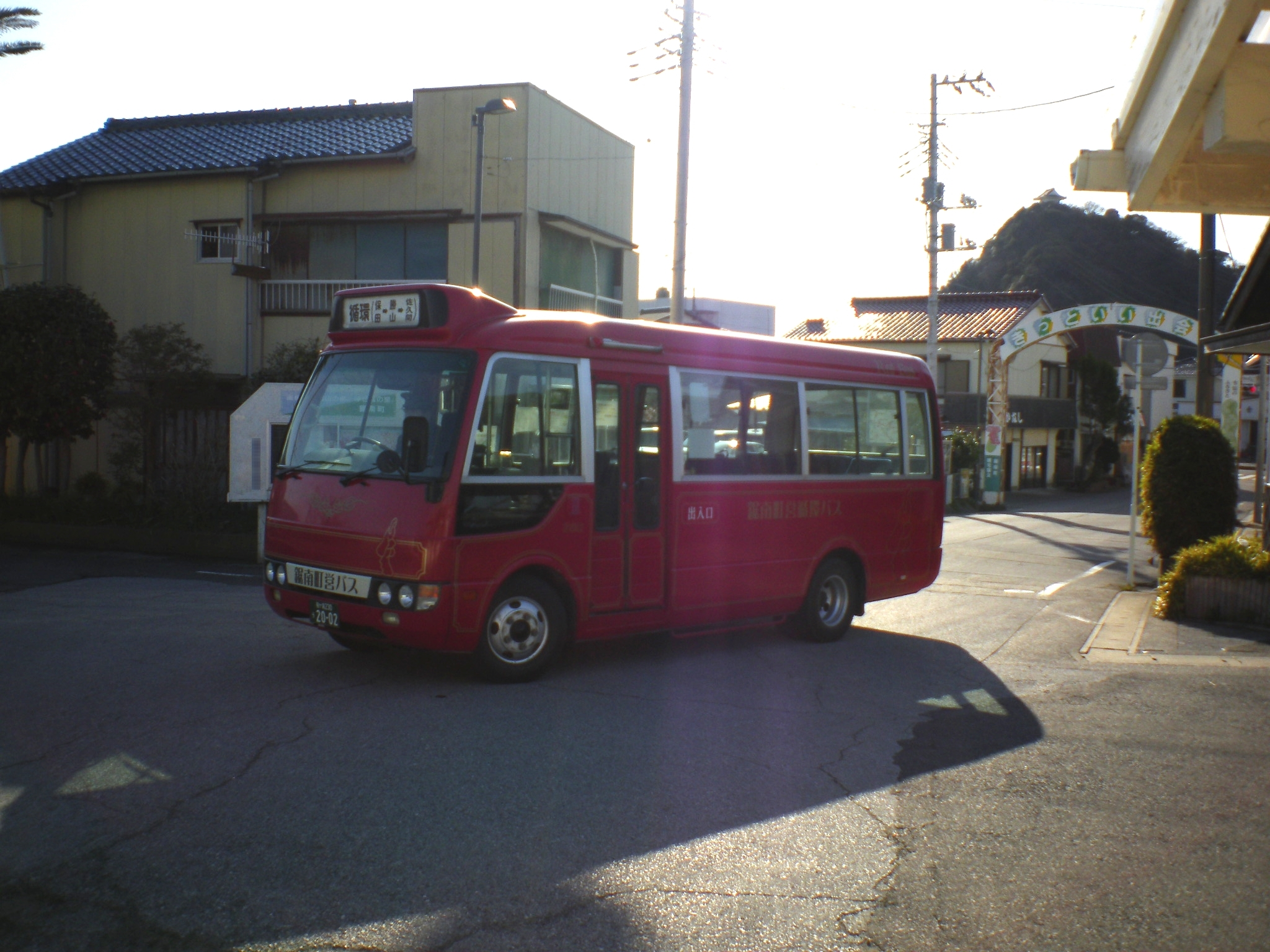
鋸南町営循環バス「赤バス」
安房勝山駅にて

安房郡鋸南町が運行するコミュニティバス（廃止代替バス）。2002年（平成14年）1月1日の運行開始時から、館山日東バスが町から受託運行してきたが、2020年（令和2年）10月1日付で館山日東バスが日東交通へ再統合されたことに伴い、館山日東バスから日東交通館山営業所へ移管された。

### その他
真野大黒行き臨時バス
- 館山駅 - 九重大井（真野大黒（高倉山真野寺）入口）

毎年2月6日の「真野大黒天福祭」開催時のみ運行する直行路線。出発時刻を定めずに一定の乗客が集まり次第発車する「ピストン方式」を採っている。2013年度（平成25年度）の運行を最後に休止状態にある。
路線沿革
- 2009年（平成21年）2月6日 - 真野寺周辺の道路整備完了に伴い、運行経路を変更する。
- 2010年（平成22年）2月6日 - 従来の運行経路（九重大井発着）へ再度変更する。

## 休廃止路線
表記の運行区間は、廃止時点のものである。

### 休廃止路線

#### 安房地域医療センター線
- なむや（南無谷） - 富浦駅前 - 館山駅 - 南総文化ホール前 - 安房地域医療センター

安房医師会病院（当時）の移転に伴う新病院開設に合わせて運行を開始した路線で、病院休診日（休日など）は全便運休となっていた。その後は、既存の「館山 - 鴨川線」と「千倉線」が代替運行の役割を担っていた。
路線沿革
- 2000年（平成12年）6月1日 - 館山駅前 - 南総文化ホール前 - 安房医師会病院（現：安房地域医療センター）間で運行開始する。
- 2001年（平成13年）8月16日 - なむやまで路線を延長する。
- 2006年（平成18年）1月16日 - とみうら枇杷倶楽部への乗り入れを開始する。
  - 2009年 （平成21年）9月1日 - 廃止。

#### 富山線
- 中央公民館 - 岩井駅 - 白井商店前 - 平群車庫 - 山田
- 中央公民館 - 検儀谷 - 井野 - 川上青年館

旧富山町を東西に結ぶ路線であった。廃止後は南房総市営バス「トミー」が代替運行している。
路線沿革
- 1926年（大正15年） - 房州自動車が岩井 - 平群村間を運行。
- 1952年（昭和27年）7月14日 - 日東交通が岩井 - 平群 - 金束間として運行を再開する。
- 1959年（昭和34年）1月1日 - 天神郷 - 瀬波戸間を路線延長する。
- 1961年（昭和36年）12月26日 - 瀬波戸 - 山田間及び久枝 - 井野間をそれぞれ路線延長する。
- 1965年（昭和42年）9月1日 - 井野 - 川上間を路線延長する。
- 1969年（昭和46年）12月19日 - 井野 - 川上間を廃止。
- 1985年（昭和60年）10月1日 - 自由乗降（岩井小前 - 山田間）を開始する。
- 1986年（昭和61年）10月1日 - 井野 - 久枝間を廃止。
- 1987年（昭和62年）10月1日 - 代替路線に移行する。
- 1989年（平成元年）7月1日 - 川上青年館（井野地区の東寄り）まで路線を延長する。
- 1997年（平成9年）10月1日 - 廃止。

#### 佐久間線
- 保田駅 - 安房勝山駅 - 佐久間小前（ - 大崩）- 奥山

保田駅・安房勝山駅と鋸南町南東部（佐久間地区）を結ぶ路線であった。1990年代からは保田駅 - 安房勝山駅間を急行系統として運行していた。廃止後は鋸南町営循環バスが、旧保田線と統合して代替運行している。
路線沿革
- 1929年（昭和4年）
  - 7月1日 - 山口佐平が勝山町 - 佐久間間の運行を開始する。
  - 10月 - 勝山駅前タクシーが勝山町 - 佐久間村役場間の運行を開始する（ただし、道路修繕費用を支出する条件付き）。
- 1941年（昭和16年）7月 - 安房合同自動車に路線を譲渡する。
- 1947年（昭和22年） - 日東交通が勝山 - 佐久間間(?)として運行を再開する。川又まで路線を延長する（時期不明）。
- 1958年（昭和33年）2月1日 - 奥山まで路線を延長する。
- 1985年（昭和60年）10月1日 - 自由乗降（勝山小前 - 奥山間）を開始する。
- 1987年（昭和62年）10月1日 - 代替路線に移行する。同時に保田駅まで路線を延長する（3往復）。
- 2002年（平成14年）1月1日 - 廃止。

#### 保田線
- 金束 - 湯沢 - 小保田 - 保田駅

保田駅と鋸南町北東部を介して、鴨川市西部（金束地区）を結ぶ路線であった。2002年（平成14年）1月1日廃止。廃止後は鋸南町営循環バスが、旧佐久間線と統合して代替運行している。
なお、金束 - 湯沢間は一時期、湯沢線（鴨川日東バス・天羽日東バスの共同運行）として存続していたが、2005年に鴨川日東バスが長狭 - 金谷線として鴨川からの直通運行を復活させており、湯沢線は発展的解消の形で鴨川日東バスの長狭線（当時）と統合された。
路線沿革
- 1918年（大正7年）夏頃 - 改進社が保田 - 鴨川間の運行を開始する。
- 1921年（大正10年） - 改進社の解散により保田 - 鴨川間を廃止する。また同年頃、万歳自動車（万歳館を法人化）が日蓮生誕700年を記念して開催された行事に合わせ、保田 - 鴨川間の運行を開始する。
- 1928年（昭和3年） - 三日月自動車（運行時期不明）から外房遊覧自動車（のちの外房内湾自動車）へ路線を譲渡する。
- 1951年（昭和26年）7月1日 - 日東交通が保田 - 鴨川間として運行を再開する。
- 1986年 （昭和61年）10月1日 - 自由乗降（保田小前 - 金束間）を開始する。
- 1987年（昭和62年）10月1日 - 代替路線に移行する。
- 2002年（平成14年）1月1日 - 廃止。

#### 北三原線
- 南三原駅（ - 福祉センター） - 唐ヶ作 - 北三原 - 上三原

南三原駅と県道186号線を介して、和田町北部を結ぶ路線であった。廃止後は「南房総市混乗バス北三原線」が同区間を代替運行している。
路線沿革
- 1927年（昭和2年） - 本橋伊助が南三原 - 北三原間の運行を開始する。
- 1956年（昭和31年）10月 - 日東交通が南三原 - 北三原間(?)として運行を再開する。
- 1962年（昭和37年）4月 - 古畑まで路線を延長する。
- 1971年（昭和46年）10月 - 上三原まで路線を延長する。
- 1982年（昭和57年）10月1日 - 自由乗降（南三原小前 - 上三原間）を開始する。
- 1987年（昭和62年）10月1日 - 代替路線に移行する。
- 2003年（平成15年）12月1日 - 外出支援車椅子リフト付きバスで運行開始（事実上のコミュニティ路線化）。
- 2008年（平成20年）9月1日 - 廃止

#### 南房総市実証運行快速バス「うらら」

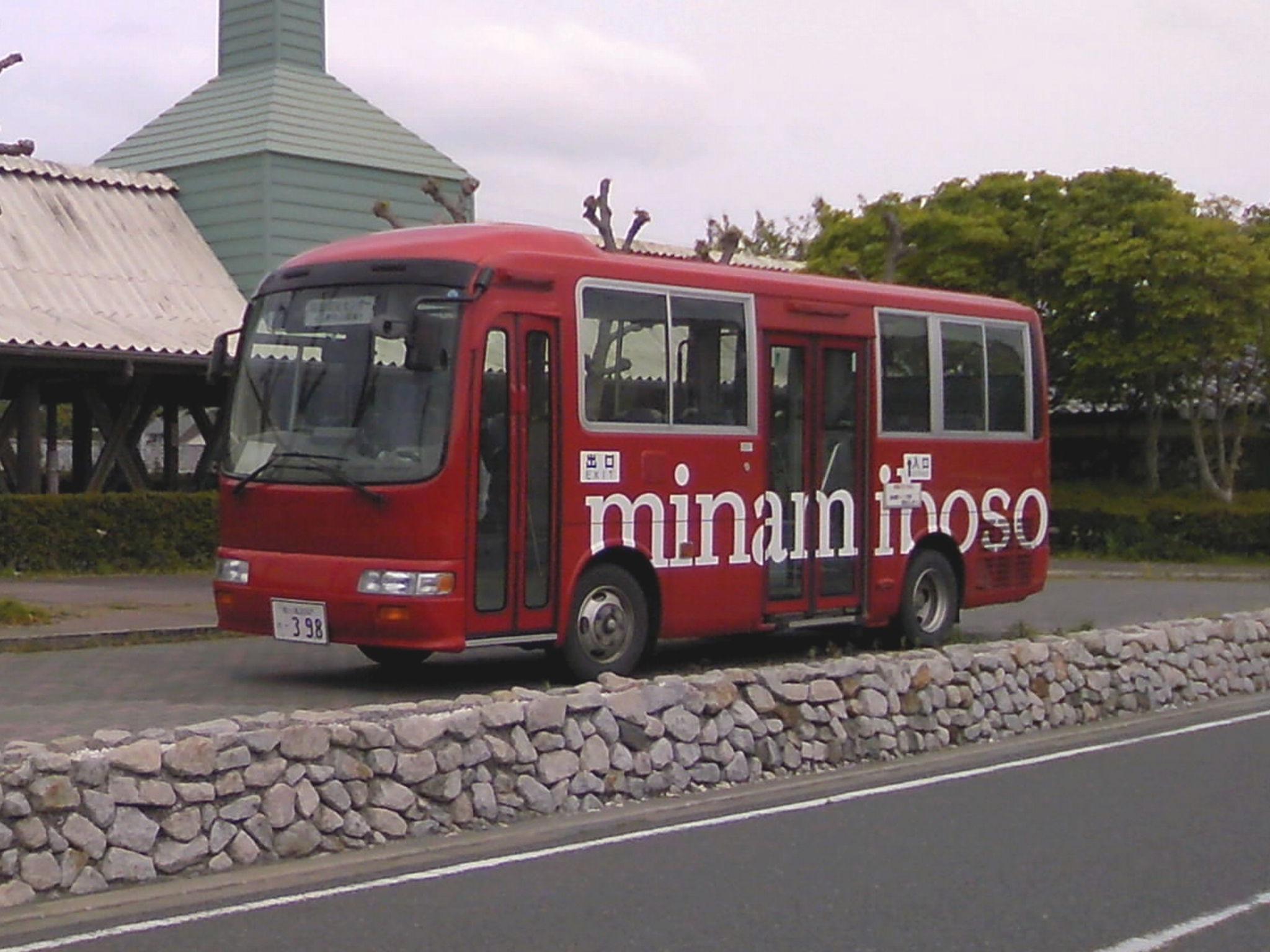
南房総市実証運行快速バス
富浦駅にて

- 平日：富浦駅 - 市役所 - とみうら枇杷倶楽部 （ - 那古小前） - 三芳病院前 - 三芳支所前 - 道の駅鄙の里 - 市場 - 丸山支所前 - 南三原駅 - 和田福祉センター
- 土休日：富浦駅 - 市役所 - とみうら枇杷倶楽部 （ - 那古小前） - 三芳病院前 - 三芳支所前 - 道の駅鄙の里 - 市場 - 丸山支所前 - ローズマリー公園 - 南三原駅 - 安房拓心高校前 - 和田福祉センター

南房総市から委託を受けて運行していた路線であった。この路線は国土交通省が2008年度（平成20年度）に新設した「地域公共交通活性化・再生総合事業計画」に基づいて実証運行していた。運行にあたっては、南房総市の法定委員会が同計画に応募し、国土交通省から認定を受けてコミュニティバスの運行が実現した。しかし、2011年（平成23年）実績で、利用客は年間で8,751人、1日あたり24人にとどまったことから、翌2012年度（平成24年度）をもって実証運行を終了した。
「房総なのはな号」などの高速バスや、JR内房線との連絡が悪かった旧三芳村・旧丸山町・旧和田町と、富浦駅・とみうら枇杷倶楽部などを県道296号線を介し直結する形で快速運行していた。2009年（平成21年）1月15日からは利用客の要望により、那古小前（館山市） - 和田福祉センター間の自由乗降が可能となった（ただし富浦駅 - とみうら枇杷倶楽部間は停留所以外は停車しない）。また、一部の停留所では既存の一般路線バス（市内線・丸線・平群線など）に乗り換え可能であった。
路線沿革
- 2008年（平成20年）10月1日 - 8往復にて運行を開始する。
- 2009年（平成21年）
  - 1月15日 - 「南房総道楽園」停留所を新設（2010年4月時点で廃止されている[20] ）。併せて、一部区間の自由乗降を開始する。
  - 4月1日 - 6往復に減便。併せて時刻修正を実施し、千葉県立安房拓心高等学校への通学利用に配慮する。
- 2010年 （平成22年）3月25日 - 運行経路等の見直しを実施する。併せて、休日のみ5往復に減便。
- 2013年 （平成25年）4月1日 - 実証運行を終了。

#### 観光桟橋線
- 館山駅西口 - 渚の駅たてやま

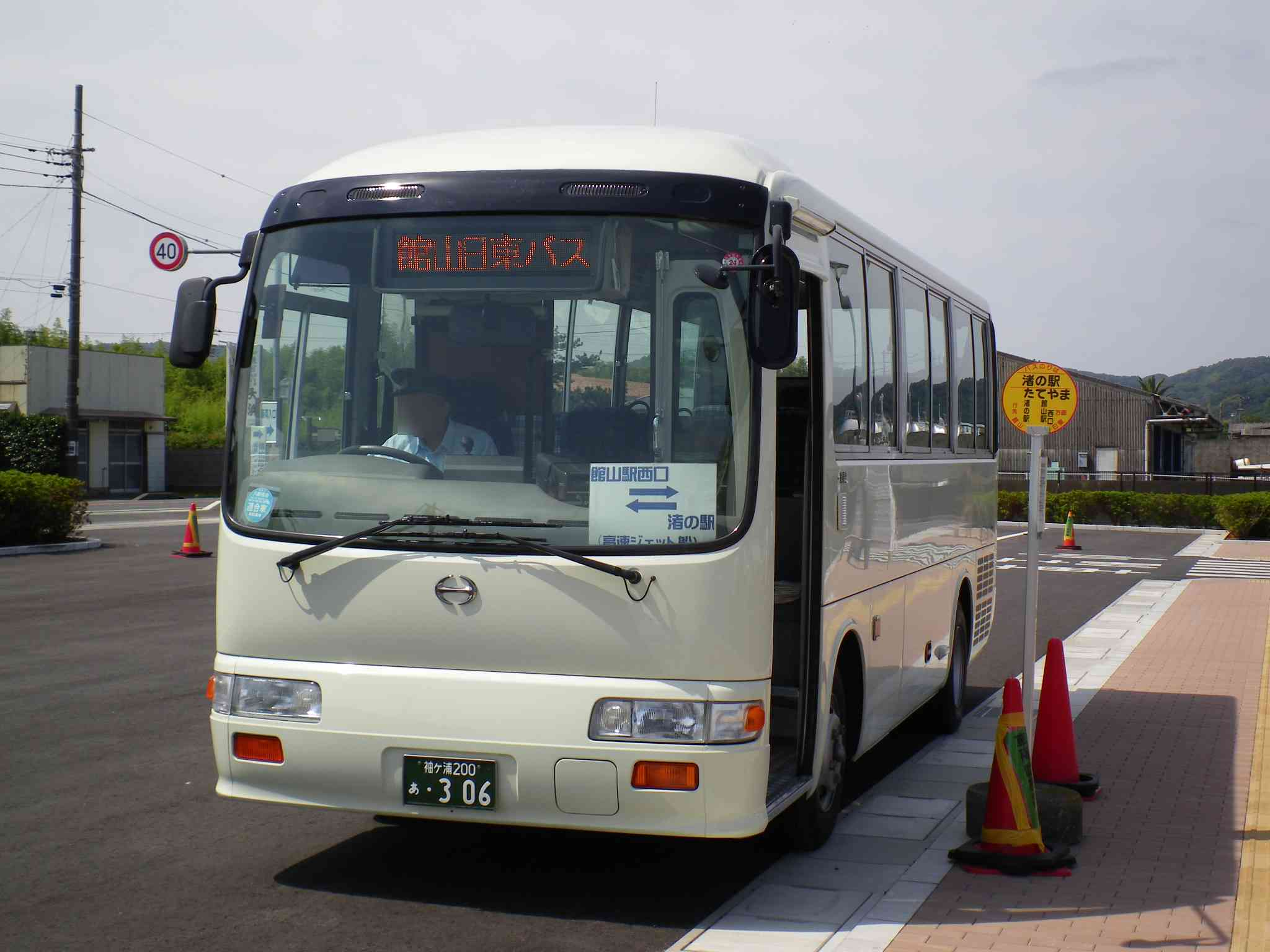
観光桟橋線
渚の駅たてやまにて

館山駅西口と渚の駅たてやま（観光桟橋）を結んでいた路線。原則として、東海汽船のジェット船など客船の乗り入れ時期や、渚の駅たてやまでのイベント開催時のみに不定期で運行されていた。運行本数はおおむね朝夕1往復ずつ（ジェット船発着の場合）。また単区間で運行されることから、運賃前払いとなっていた。
2011年（平成23年）2月5日開設。通常、新規路線に関する審査手続には約3ヶ月かかるところを、館山市「地域公共交通会議」を介したことにより、2010年（平成22年）12月27日の申請から運行認可が下りるまで約1ヶ月に短縮された。しかし、運行開始当初から赤字であったことなどから運行継続が困難となり、2016年（平成28年）の館山市「地域公共交通会議」で運行休止が決定された。

#### 白浜 - 亀田線

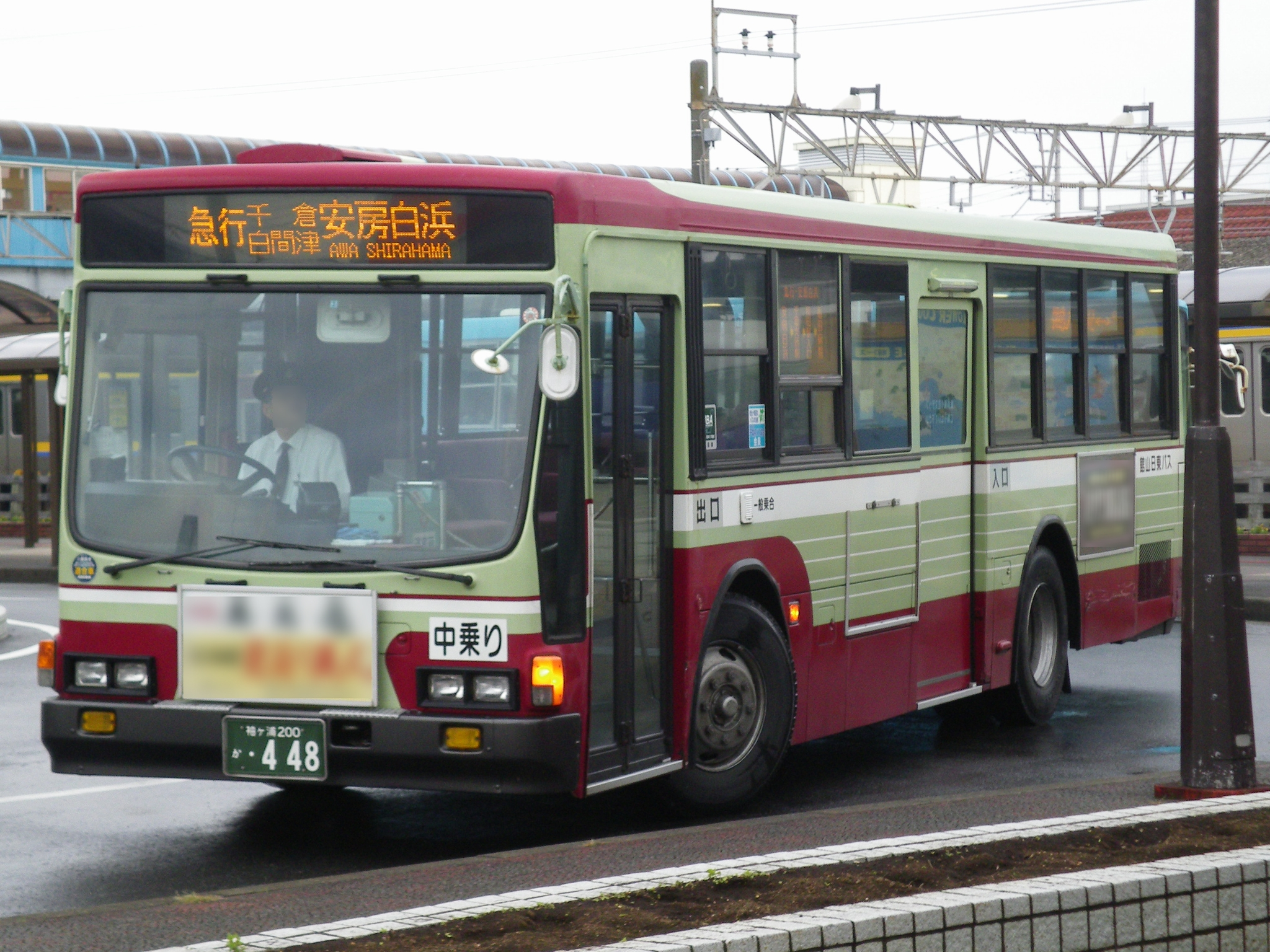
白浜亀田線
安房鴨川駅西口にて

- 安房白浜 - 本千倉 - 南三原駅前 - 南三原郵便局 - 和田浦駅入口 - お花畑 - 江見駅入口 - 鴨川駅西口 - 鴨川シーワールド - 亀田病院

安房白浜と亀田病院の間を結んでいた急行路線。かつては「くろしお号」の愛称があった。利便性を図るため、往復割引乗車券（1,700円）を車内で発売していた。
当路線の開設前、同区間はバスとJR内房線を乗り継がなければならないため、特に亀田病院へ通院する患者は不便を強いられていた。そこで日東交通（当時）・JRバス関東が乗り継ぎ時間短縮のため運行開始した。
当初は毎日運行（平日ダイヤ・休日ダイヤを個々に設定）だったが、利用客の伸び悩みなどから早い時期に休日運行を取り止め、平日・土曜のみの運行となった。その後、利用客減少により運行継続が困難となり、2019年（平成31年）3月15日の運行をもって廃止された。
路線沿革
- 1991年（平成3年）6月30日 - 日東交通（当時）とJRバス関東の2社共同で運行を開始する（2往復）。
- 1993年（平成5年）頃 - 2.5往復に増便する。
- 1998年（平成10年）10月 - 「お花畑」停留所を新設する。
- 1999年（平成11年）11月1日 - 2往復に減便する。
- 2005年（平成17年）4月1日 - 館山日東バス単独での運行となる。
- 2005年（平成17年）12月1日 - 鴨川駅西口への乗り入れを開始する。
- 2019年（平成31年）3月15日 - 廃止。

## 車両
いすゞ自動車、日野自動車、三菱ふそうトラック・バス、日産ディーゼル（現：UDトラックス）の国内4メーカーの車両を揃えていた。
路線車は、分社化当初に日東交通から移管された車両は前後扉（後扉は引戸）、分社化後に導入した首都圏の他事業者からの移籍車は前中扉（中扉は引戸）で、一部はノンステップバスやワンステップバスといったバリアフリー対応車両もある。また、グループ外から移籍した小型車（日野・リエッセ）は日東交通カラーに塗装されず、オフホワイト一色の塗装に社名を表記するのみの簡易塗装となっていた。
路線車の車載機器は、整理券発行機・運賃箱は小田原機器製、運賃表示器はレシップ製、車内放送装置・LED式方向幕（一部車両を除く）はクラリオン製のものをそれぞれ採用していた。
高速車は、ハイデッカーの前扉車（スイングドア）が在籍し、所要時間の関係上、全車に化粧室が付いていた。高速車の車載機器は、運賃箱は一水製作所製、車内放送装置・LED式方向幕はクラリオン製のものをそれぞれ採用していた。

### 採用車種
- いすゞ自動車
  - ガーラミオ ：南房総市混乗バス北三原線用（南房総市所有、自家用登録の白ナンバー車）
  - ジャーニーK：一般路線用（元・京成バスグループ）
  - エルガミオ：一般路線用（元・日東交通）
- UDトラックス/日産ディーゼル
  - RN ：一般路線用（元・日東交通）
  - RM：一般路線用（元・西武バスグループも含む）
- 日野自動車
  - レインボーRB ：代替路線用
  - リエッセ：代替路線用
  - レインボーHR：一般路線用（元・京成バスグループ）
  - ブルーリボン：一般路線用（元・JRバス関東）
  - セレガ：高速路線用
- 三菱ふそうトラック・バス
  - ローザ ：鋸南町営循環バス用
  - エアロバス：高速路線用
  - エアロエース：高速路線用

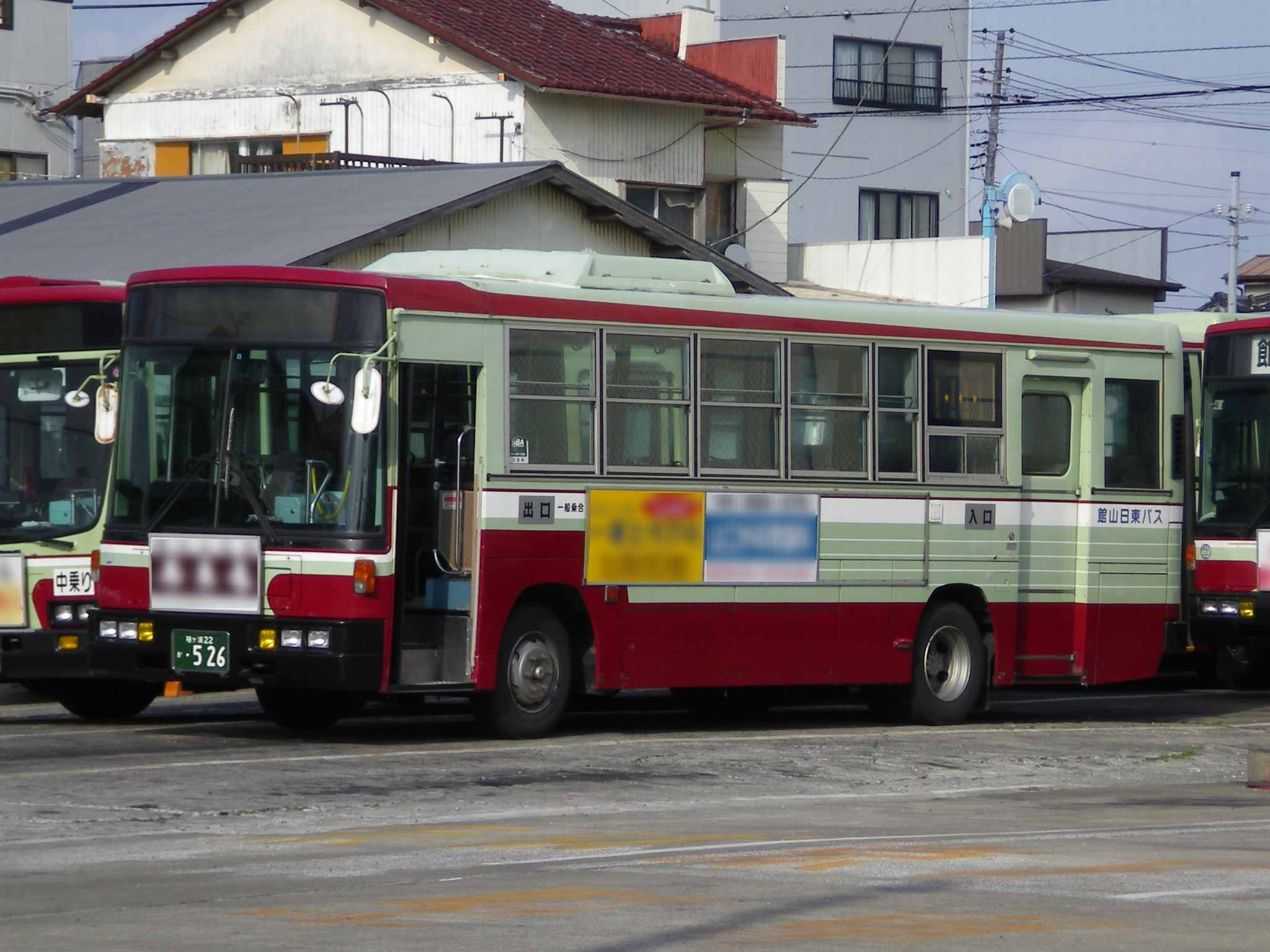
一般路線バス 同社営業所にて（廃車済）
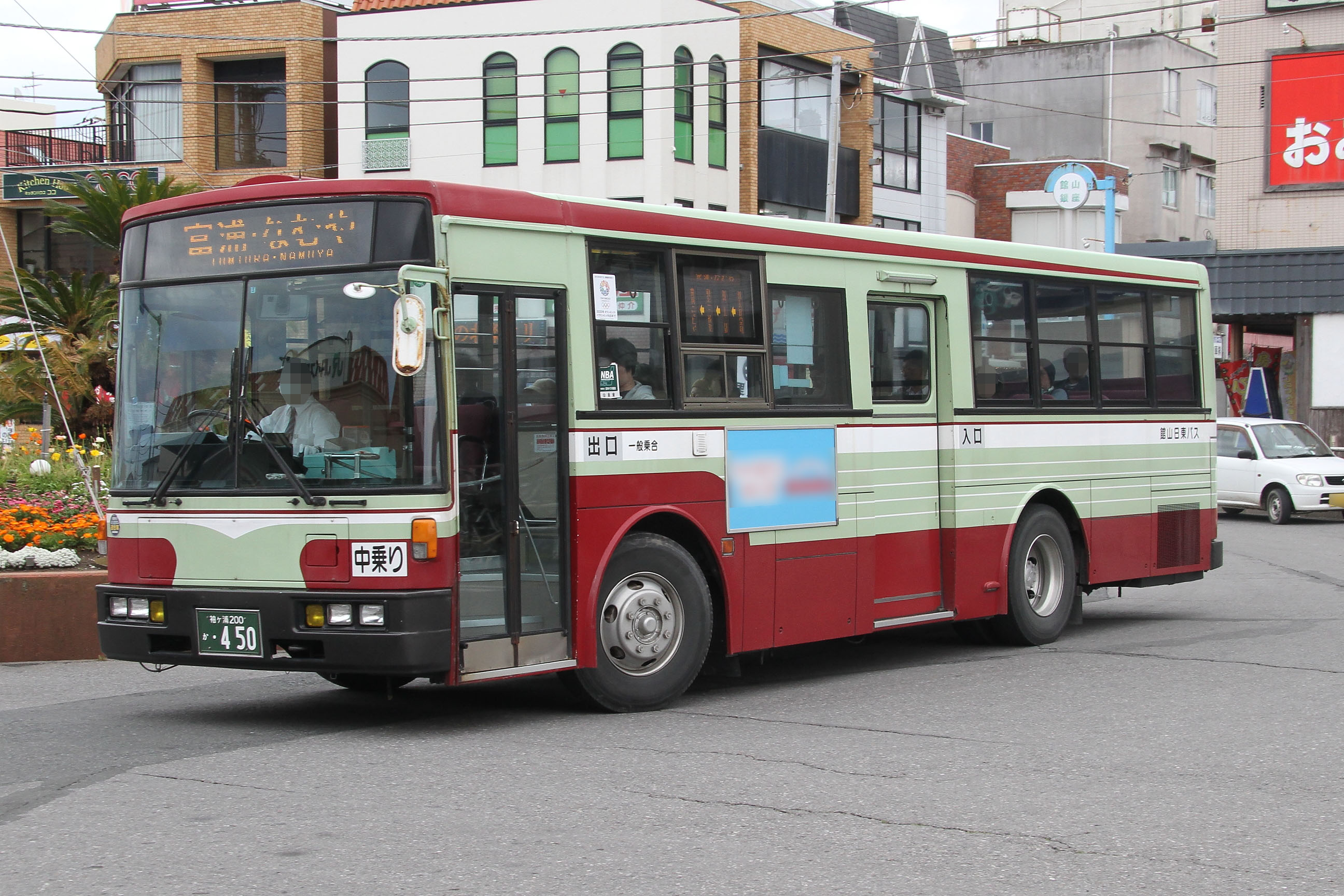
首都圏からの移籍車の一例 元・川崎鶴見臨港バス、正面に中乗り表示あり
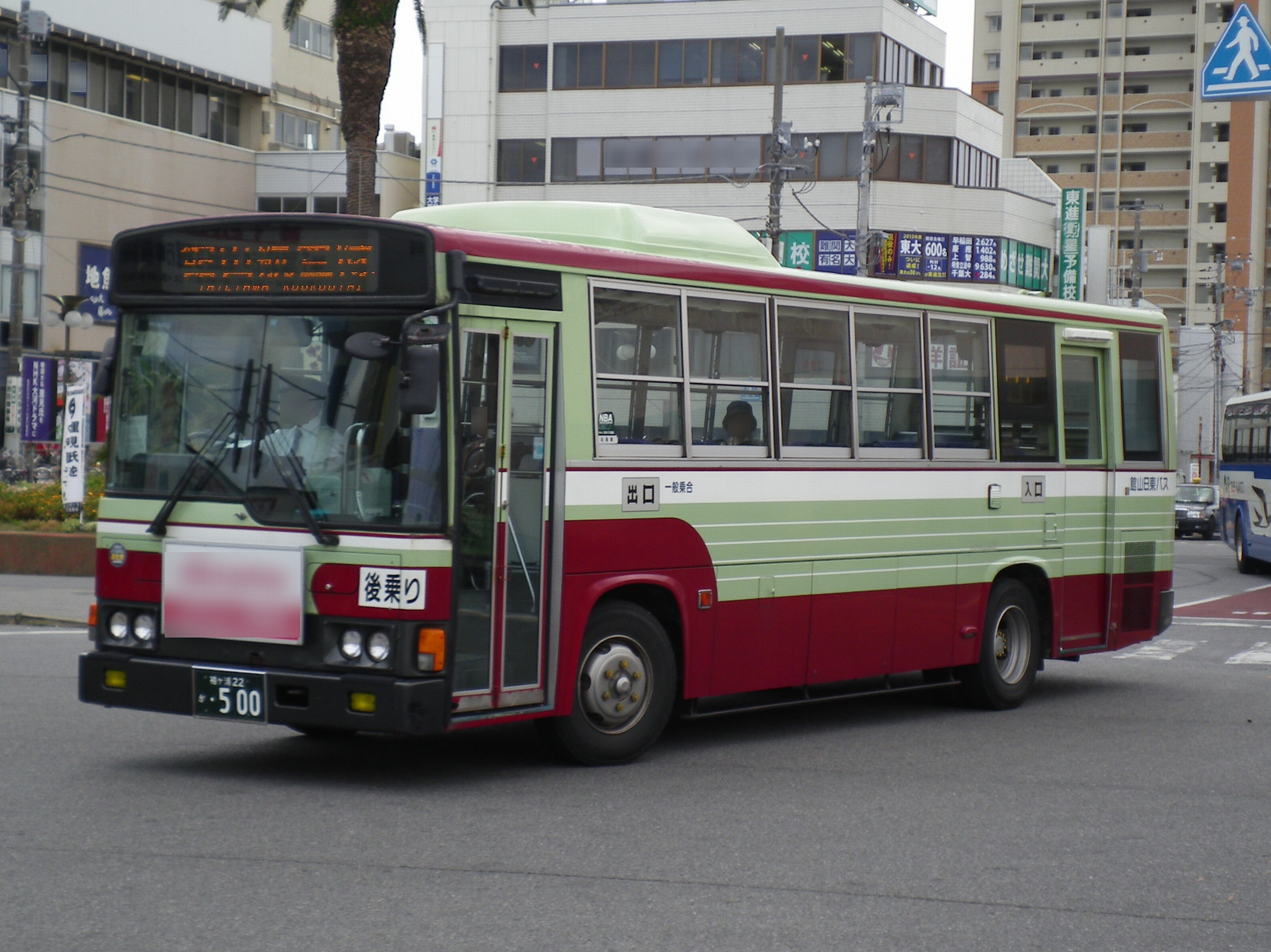
隣接事業者からの移籍車の一例 元・JRバス関東館山支店、正面に後乗り表示あり（廃車済）
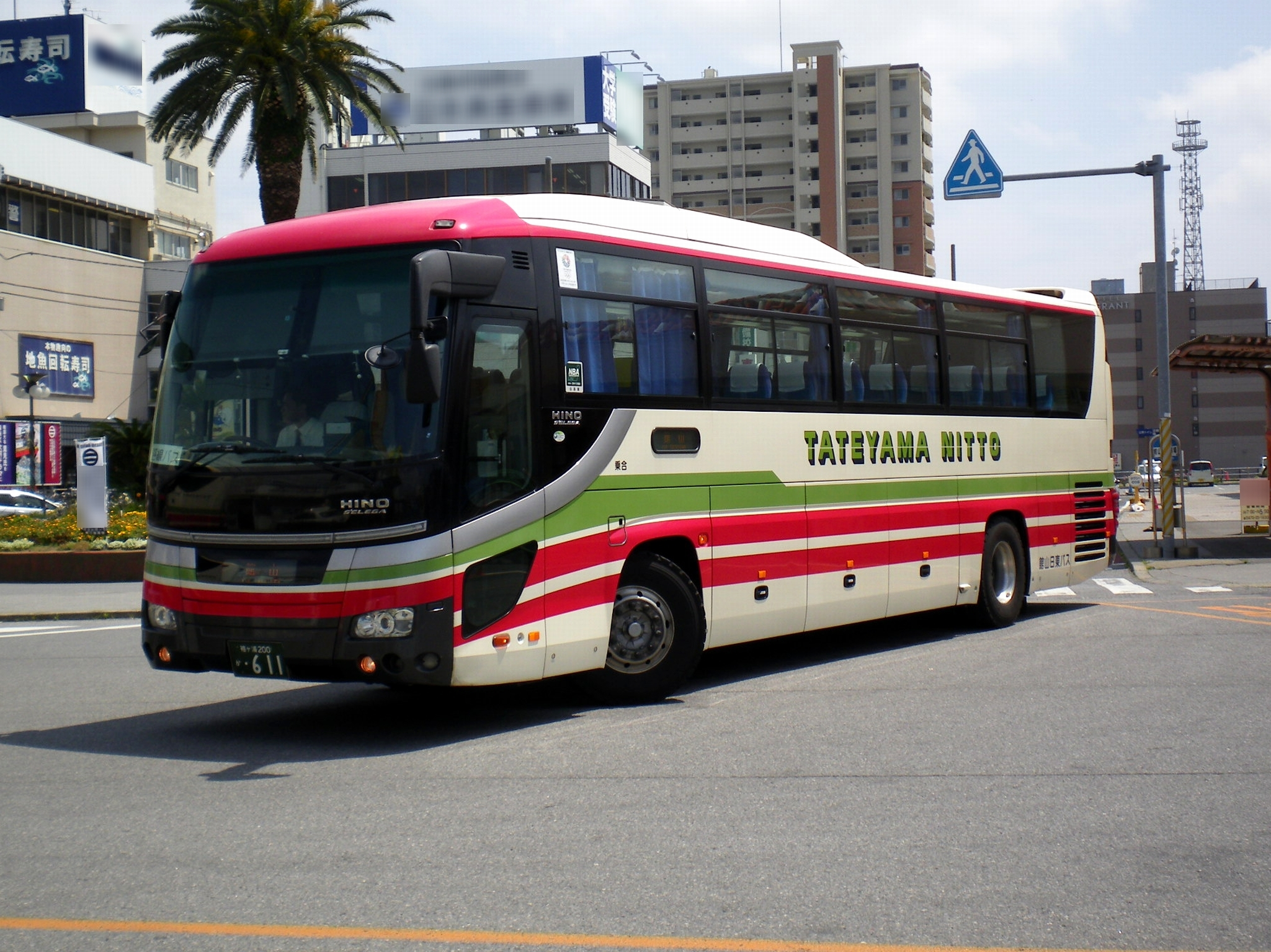
高速バス 館山駅前にて